# I'll Take My Chances
I'll Take My Chances es una película nigeriana de drama romántico y danza de 2011, producida por Emem Isong y dirigida por Desmond Elliot. Está protagonizada por Ini Edo y Bryan Okwara en papeles principales, con Sam Loco Efe, Jide Kosoko, Ini Ikpe, Ashleigh Clark y Abiola Segun Williams en papeles secundarios. Se estrenó en Uyo, Estado de Akwa Ibom el 24 de septiembre de 2011, antes de su estreno general el 24 de febrero de 2012 y recibió críticas que iban de mixtas a negativas. Recibió cinco nominaciones en los Golden Icons Academy Movie Awards 2012 y tres nominaciones en los Best of Nollywood Awards 2012.

## Sinopsis
La tradición exige que una joven con problemas asuma el puesto de sacerdotisa de la tierra o permita que la calamidad caiga sobre el pueblo. Ella se niega a aceptar su destino y además está convencida de no prestar atención a tal llamado.

## Elenco
- Ini Edo como Idara
- Bryan Okwara como Ikechukwu Okereke
- Ashleigh Clark como Giselle
- Sam Loco Efe como Jefe Ekpene
- Jide Kosoko como ministro
- Ini Ikpe como madre de Idara
- Abiola Segun-Williams
- Moses Armstrong como administrador
- Ekene Nkanga como sumo sacerdote

## Producción
I'll Take My Chances fue la película más importante de la productora Royal Arts Academy en términos de presupuesto e insumos al momento de su lanzamiento. La productora siempre deseo realizar películas centradas en la danza, su especialidad en la escuela, pero no había encontrado el guion adecuado. Ella afirmó: "Este proyecto es uno de los que más quiero". La bailarina canadiense Ashleigh Clark viajó desde Estados Unidos solo para participar en la película. La mayor parte se rodó en locaciones de Akwa Ibom. Según Isong, el elenco y equipo recibió un apoyo considerable de la comunidad durante el rodaje de la película. Otros lugares de rodaje incluyeron Lagos y algunas áreas de Cross River. La película fue dedicada en memoria de Sam Loco Efe, quien participó en el rodaje y falleció antes de su estreno.

## Lanzamiento
Una vista previa se publicó el 8 de mayo de 2011. La película se estrenó en Uyo, Akwa Ibom el 24 de septiembre de 2011. Isong reveló que la decisión de estrenarla allí se debía a que el rodaje también se realizó principalmente en esa área y presenta la cultura de la zona como telón de fondo de la historia; por lo que es "una muestra de solidaridad con la buena gente de Akwa Ibom". Septiembre también se fijó para el estreno, porque es el mes en el que se creó el estado de Akwa Ibom. El estreno contó con un breve documental sobre el difunto Sam Loco Efe, quien falleció antes del estreno. Se estrenó en Lagos el 24 de febrero de 2012, antes del estreno general en cines. La película también se proyectó en dos ciudades de Italia, un mercado no tradicional.

### Premios y nominaciones
| Premios                                   | Categoría                       | Nominado                   | Resultado |
| ----------------------------------------- | ------------------------------- | -------------------------- | --------- |
| Premios de Cine Golden Icons Academy 2012 | Mejor película                  | Desmond Elliot             | Nominado  |
| Premios de Cine Golden Icons Academy 2012 | Mejor actor revelación          | Bryan Okwara               | Nominado  |
| Premios de Cine Golden Icons Academy 2012 | Mejor productor de cine         | Emem Isong                 | Nominado  |
| Premios de Cine Golden Icons Academy 2012 | Mejor disfraz                   | Ángel Nwakibie, Obijie Oru | Ganador   |
| Premios de Cine Golden Icons Academy 2012 | Mejor sonido                    | semiu Adewuyi              | Nominado  |
| 2012 Best of Nollywood Awards             | Acto más prometedor (masculino) | Bryan                      | Nominado  |
| 2012 Best of Nollywood Awards             | Mejor película editada          | Victor Ehi Amedu           | Ganador   |
| 2012 Best of Nollywood Awards             | Mejor uso del disfraz           | Ángel Nwakibie, Obijie Oru | Nominado  |

Fue lanzada en DVD el 26 de noviembre de 2012. La versión VCD se divide en dos partes.